# Psilota
Psilota là một chi ruồi trong họ Syrphidae.